# Distretto di Bent Jbail
Il distretto di Bent Jbail è un distretto amministrativo del Libano, che fa parte del governatorato di Nabatiye (è una delle sue quattro zone) e si estende su una superficie di 260 chilometri quadrati.
In totale esso conta 58 300 abitanti, che rappresentano l'1,3% della popolazione libanese, ed il distretto è costituito da 36 città. Il capoluogo è Bent Jbail.
Il distretto è a maggioranza sciita e le confessioni religiose presenti sono le seguenti:
- islam sciita: 90%
- maroniti: 8%
- cattolici romani: 2%